# Janice Baird
Janice Baird (* 10. Januar 1963 in New York City, New York) ist eine US-amerikanische Opernsängerin (Sopran).

## Leben
Geboren und aufgewachsen ist Janice Baird in einem musikalisch geprägten Elternhaus in New York City. Sie studierte in ihrer Heimatstadt Musik (Querflöte und Gesang) und Fremdsprachen an der New York University und absolvierte ein Schauspielstudium am renommierten HB Studio. Nach ihren Anfängen als dramatischer Mezzosopran wurden größere Häuser auf sie aufmerksam, an denen sie mit durchschlagendem Erfolg ins Sopranfach wechselte. Mit weiterführenden intensiven Studien bei Astrid Varnay und Meisterkursen mit Birgit Nilsson erarbeitete sie schließlich das hochdramatische Repertoire, mit dem sie den Grundstein für ihre internationale Laufbahn legte. Neben ihrer Muttersprache spricht Baird Deutsch, Italienisch und Spanisch. Seit 2004 lebt sie in Berlin sowie an der spanischen Atlantikküste.
Einen Bekanntheitsgrad in Fachkreisen erlangte sie für ihre Interpretationen von Wagner- und Strauss-Partien.
Unter anderem sang sie die Rolle der Elektra von Strauss im Opernhaus Zürich, Théâtre du Capitole Toulouse, Essen, Rom, Dresden, Strasbourg, Bilbao und Sevilla. Als Salome debütierte sie an der Wiener Staatsoper, sang diese Rolle wiederholt an der Staatsoper Berlin, Leipzig, Paris, Tokio, Genova und Palermo. Ihr Rollendebüt als Färberin in Strauss’ Die Frau ohne Schatten gab sie im Oktober 2006 in Toulouse. Sie sang Isolde in Buenos Aires und in der Saison 2006/2007 in Neuproduktionen an den Opernhäusern von Rom und Toulouse.
Janice Baird war die Brünnhilde in Genf, Catania, Toulouse sowie in Venedig, Zürich, Marseille, Düsseldorf, Stuttgart, Birmingham, Göteborg, Kopenhagen, Sevilla und der Deutschen Oper Berlin.  Sie wird im Sommer 2009 die Brünnhilde in Seattle sein.